# Lacul Tengiz
Lacul Tengiz (în kazahă Теңіз көлі, cu alfabetul chirilic: Teñız kölı, în rusă Тенгиз) este un lac salin din districtul Korgaljin, provincia Akmola, Kazahstan.

## Soyuz 23
La 16 octombrie 1976, nava spațială sovietică Soyuz 23 a coborât neintenționat în partea de nord a lacului, care era înghețat, prăbușindu-se prin gheață. Echipajul a fost salvat datorită unei operațiuni de salvare foarte dificile, dar reușite.
A fost prima amerizare cu echipaj din programul spațial sovietic. Cu toate că nu a fost nicio îngrijorare cu privire la vreo amenințare imediată la adresa echipajului, capsula s-a scufundat sub suprafața lacului înghețat, iar recuperarea a durat nouă ore din cauza ceții și a altor condiții nefavorabile. Aterizarea a marcat singurul exemplu de aterizare cu parașuta neintenționată (splashdown) a unei nave spațiale cu echipaj până în prezent.

## Geografie
Tengiz este un lac de mică adâncime, fiind supus variațiilor sezoniere ale nivelului apei. Malul său estic este adânc crestat și include Insulele Tengizi. Lacul este situat într-un bazin intermontan al Munților Kazah și este cel mai mare din zonă.
Nura și Kulanotpes⁠(d) sunt principalele râuri care se varsă în lac. Lacul Korgaljin este situat în partea de est, iar lacurile Kipșak⁠(d) și Kerei se găsesc la sud-vest de lacul Tengiz.

## Ecologie
Zona lacului Tengiz este o zonă umedă importantă pentru păsări. Face parte dintr-o zonă umedă Ramsar de importanță internațională, Sistemul lacului Tengiz-Korgaljn, unde au fost înregistrate 318 specii de păsări, dintre care 22 sunt pe cale de dispariție. Lacul învecinat Korgaljn este locul cel mai nordic de cuibărit pentru marele flamingo roz; în anii 2006-2011 s-au observat în jur de 45.000 de membri ai acelei specii. În 2015, însă, numărul acestora  scăzut la mai puțin de 15.000. Lacul face parte din Rezervația Naturală Korgaljn, care a fost nominalizat în 2008 împreună cu Rezervația Naturală Naurzum ca primul loc natural al Patrimoniului Mondial UNESCO din Kazahstan (Sariarka — Stepa și Lacurile din nordul Kazahstanului).

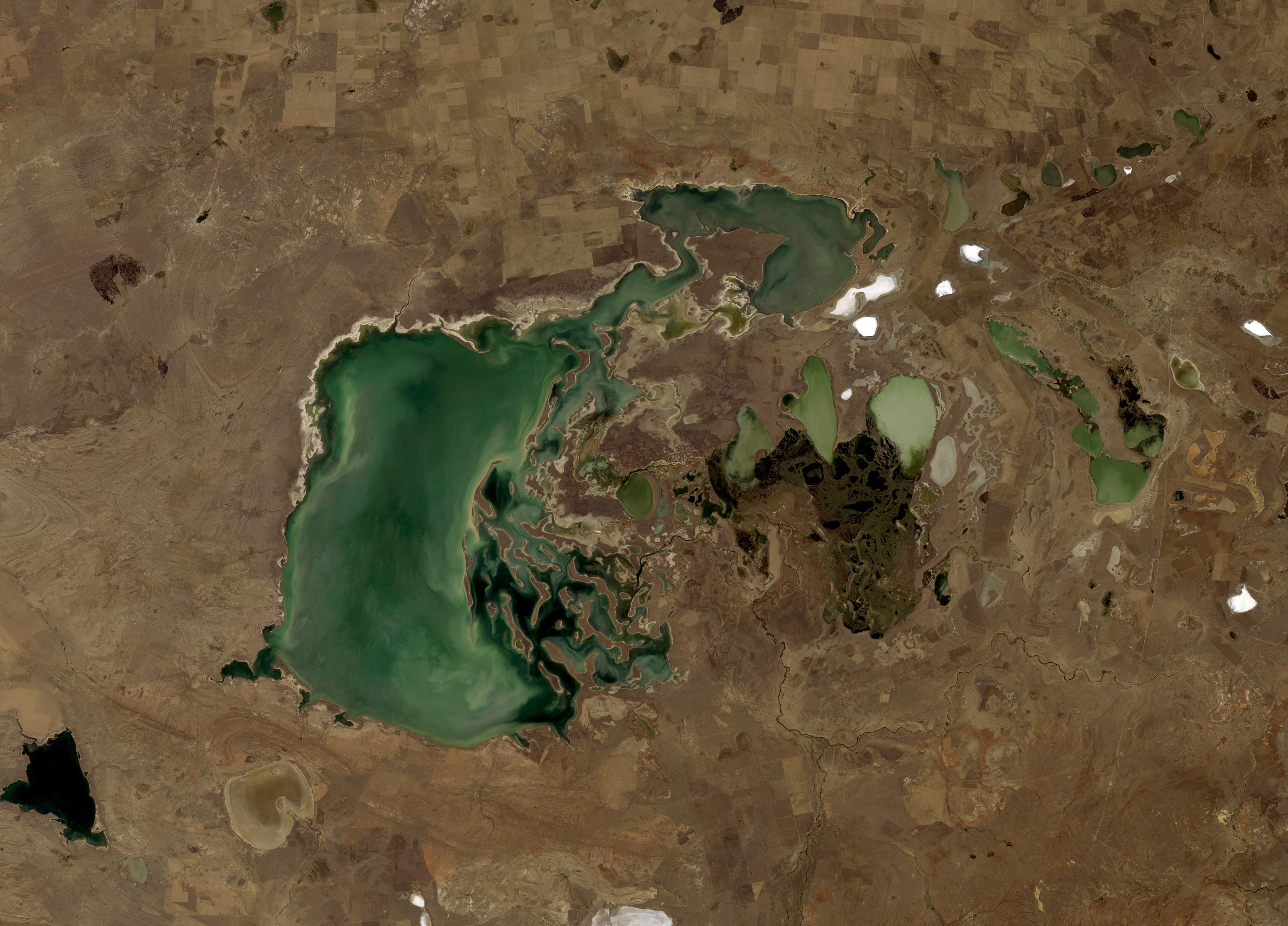
Lacul Tengiz la un nivel relativ ridicat, în 15 septembrie 1998,fotografie realizată de satelitul Landsat 5⁠(d).
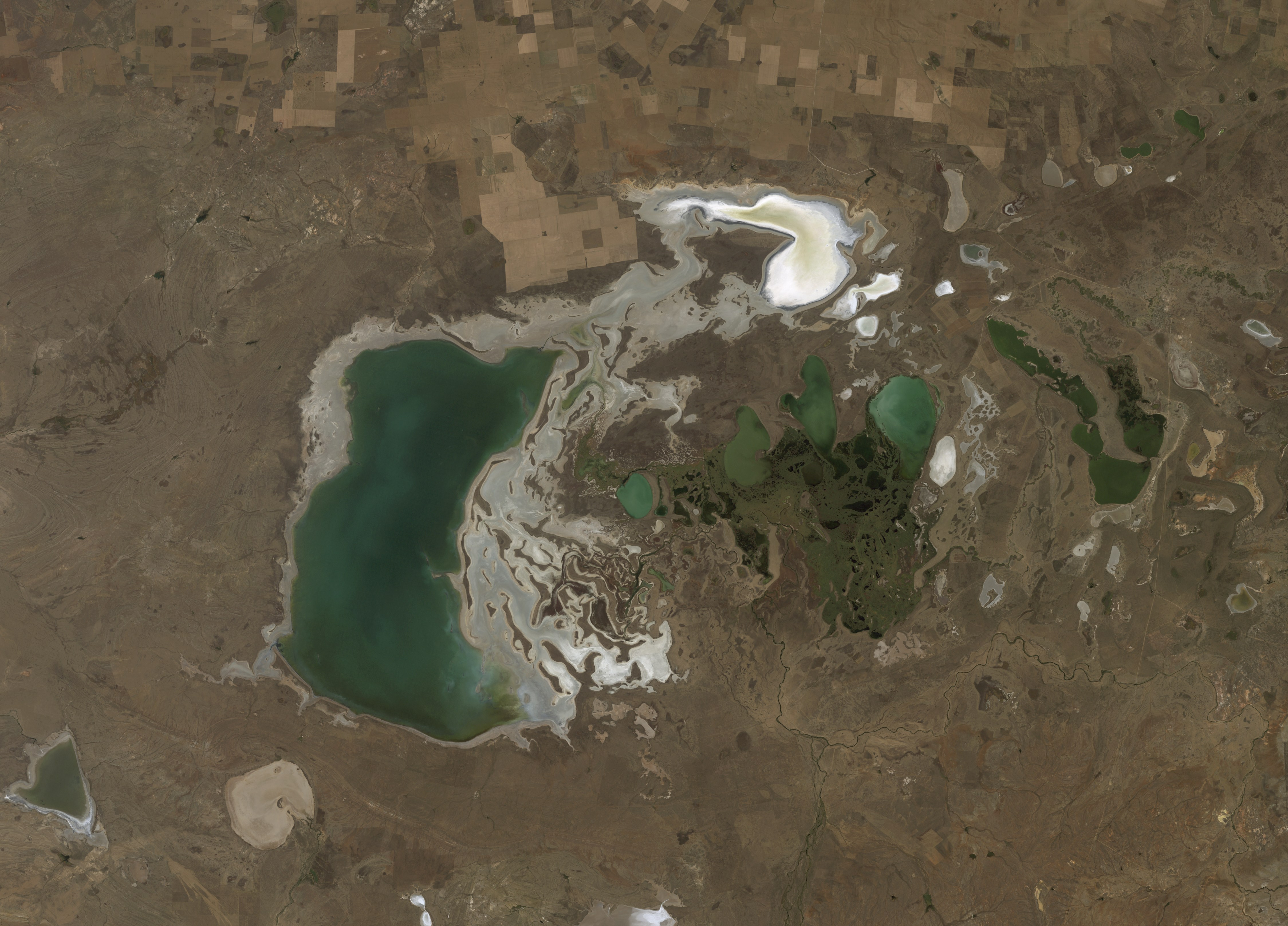
Lacul Tengiz cu un nivel relativ scăzut, 3 septembrie 2011, partea de nord-est și marginile lacului s-au secat, fotografie realizată de satelitul Landsat 5⁠(d).